# Brycinus sadleri
Brycinus sadleri är en fiskart som först beskrevs av Boulenger, 1906.  Brycinus sadleri ingår i släktet Brycinus och familjen Alestidae. IUCN kategoriserar arten globalt som livskraftig. Inga underarter finns listade.